# Баглеби
Баглеби (груз. ბაღლები) — село в Грузии, на территории Ланчхутского муниципалитета края (мхаре) Гурия.

## География
Село находится в западной части Грузии, на расстоянии приблизительно 5 километров (по прямой) к западо-юго-западу от города Ланчхути, административного центра муниципалитета. Абсолютная высота — 139 метров над уровнем моря.

## Население
По результатам официальной переписи населения 2014 года, в Баглеби проживало 367 человек (185 мужчин и 182 женщины). В национальной структуре населения грузины составляли 100 %.
| Год  | Население, человек |
| ---- | ------------------ |
| 2002 | 488                |
| 2014 | ↘ 367              |